# 升允

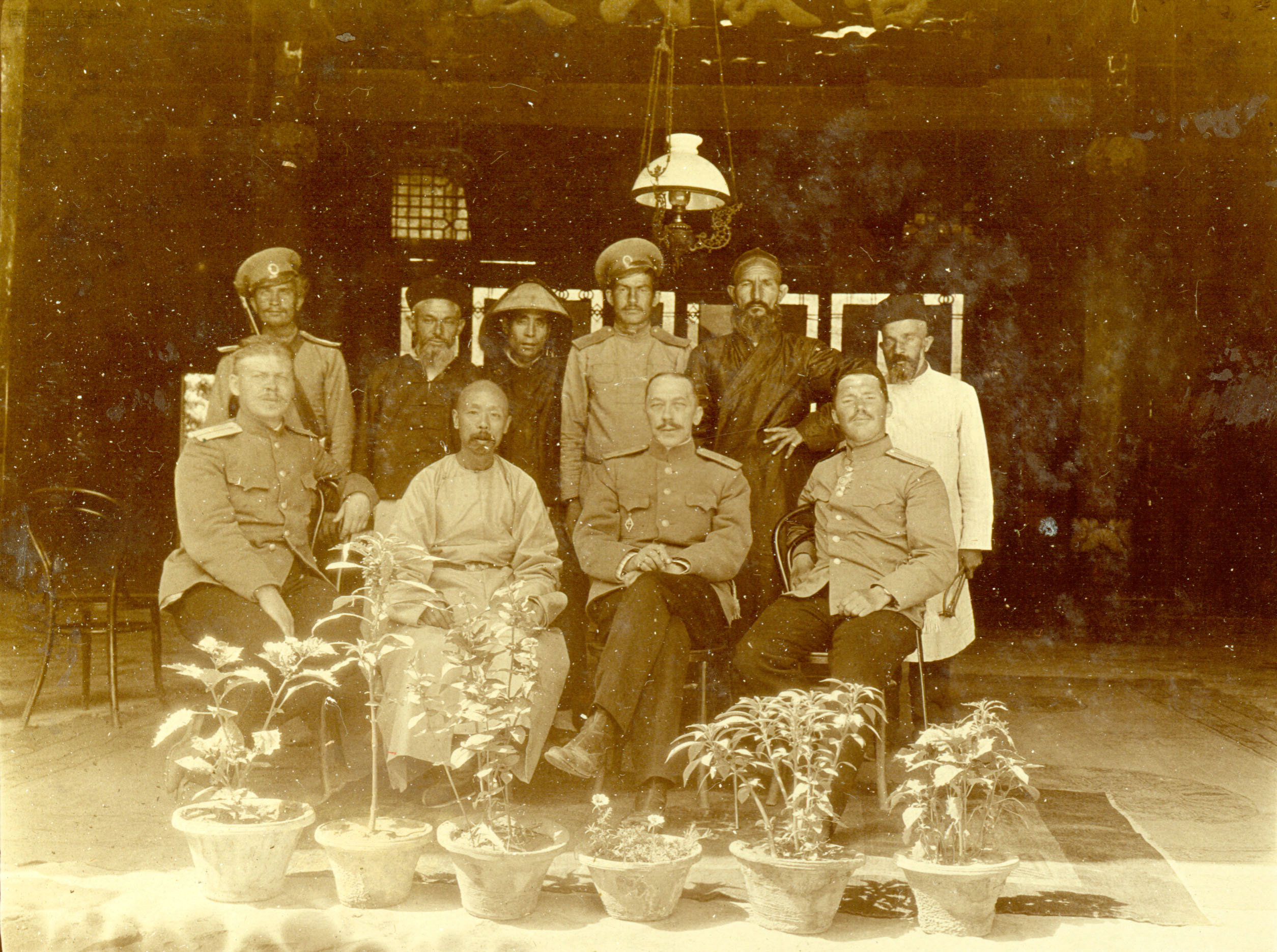
按察使升允和俄使馆人员

升允（1858年—1931年7月23日），姓多罗特氏，字吉甫，蒙古镶黄旗人。清朝官员，科举人。

## 生平
光绪八年壬午科举人（时隶镶黄旗蒙古瑞昌佐领下）。光绪二十五年（1899）正月，补授陕西督粮道；九月，署理陕西布政史。次年，授陕西巡抚。1905年任陕甘总督，管甘肃巡抚事务。1909年因上书反对立宪，以妨碍新政之过失被撤职，之后寓居西安满城。
在陕甘总督任上，创办甘肃师范学堂、甘肃农业试验场，于兰州主持修建了历史上第一座黄河铁桥，并撰书《创建兰州黄河铁桥碑记》（1909）。
1911年10月22日，西安爆发起义，起义新军与陕西会党进攻西安满城，升允侥幸从城中逃至平凉，电告朝廷西安之惨案，旋即被朝廷任命为陕西巡抚，总理陕西军事。升允即刻率甘军东进，连下十余城，到了1912年2月宣統帝溥仪退位之后，一度攻占礼泉，兵锋直指咸阳、西安。升允起初想隐瞒清帝退位的消息，但3月初甘军与革命军签停战协议，革命军送还升允在西安的眷属，接着陕西军政府与升允谈和，升允最后在3月10日退回甘肃。日后升允回忆，先是称“自平凉出师，凡克复长武、陇州等九城，直抵礼泉。适下逊国懿旨，其时将领中不无一二观望者，后路饷械又不时给，揆度情势，不宜复战，遂乃罢兵西归。”，后更干脆说“虽前后克复九城，而道梗未经奏报，旋奉孝定景皇后懿旨解兵。”
嗣后在民国初年往来于天津、大连、青岛之间，结纳宗社党人，图谋复辟。1931年7月23日病逝于天津，逊帝溥仪赠谥曰文忠。

## 家庭
- 曾祖富明阿。
- 祖父色普真。
- 父咸豐癸丑繙譯進士訥仁。
- 妻完顔氏，托闊羅氏，西林覺羅氏。庶妻李氏。
- 子羅壽松。妻鄂卓爾氏（父正黄旗蒙古、光緒十二年（1886年）丙戌科进士、清末军机大臣荣庆）。
- 子羅際駪。妻爱新觉罗顯琪（父肅忠親王善耆，母姜佳氏）。
- 女羅清媛，嫁镶蓝旗宗室溥儒（父貝勒載瀅，祖父恭忠親王奕訢）。